# Shipsterns Bluff
Shipsterns Bluff è uno spot per la pratica del surf situato nella costa sudest della Tasmania, in Australia. È conosciuto anche come Devils Point (luogo dei demoni).

## Posizione
Lo Shipsterns Bluff si trova tra Cape Raoul e Tunnel Bay, nella parte ovest del Parco Nazionale della Tasmania. Il punto è raggiungibile unicamente via mare con una barca o con una moto d'acqua, poiché si trova a circa 30 km dal luogo in cui non è più possibile proseguire in auto. Il posto è considerato dalla comunità del surf come uno degli spot più selvaggi e più pericolosi al mondo, considerando che l'area marina è habitat ideale per il grande squalo bianco.

## Surfisti noti del Shipsterns Bluff
Lo Shipsterns è stato meta di surfisti noti come Kelly Slater, Kieren Perrow e Ross Clarke-Jones.

## Condizioni favorevoli
Le condizioni migliori per surfare allo Shipsterns Bluff sono con mareggiata proveniente da ovest-sudovest, vento da sud-sudest e marea alta o media.